# James C. Strouse
James C. Strouse es un guionista y director de cine estadounidense. Escribió la película Lonesome Jim (2005), dirigida por Steve Buscemi. Su debut como director fue con Grace Is Gone (2007), protagonizada por John Cusack. En 2007 ganó el premio por parte de la audiencia en el Festival de cine de Sundance por Grace Is Gone. Su segunda película fue The Winning Season, protagonizada por Sam Rockwell y Emma Roberts. Strouse nació en Goshen, Indiana, y se graduó en la Universidad de Columbia como escritor de ficción.

## Filmografía
| Año  | Título                     | Créditos | Créditos  | Notas                            |
| Año  | Título                     | Director | Guionista |                                  |
| ---- | -------------------------- | -------- | --------- | -------------------------------- |
| 2005 | Lonesome Jim               | No       | Sí        |                                  |
| 2007 | Grace Is Gone              | Sí       | Sí        |                                  |
| 2009 | New York, I Love You       | No       | Sí        |                                  |
| 2009 | The Winning Season         | Sí       | Sí        |                                  |
| 2015 | People Places Things       | Sí       | Sí        |                                  |
| 2016 | The Hollars                | No       | Sí        | También productor ejecutivo      |
| 2017 | Strangers                  | No       | Sí        | Serie te delevisión; 6 episodios |
| 2017 | La increíble Jessica James | Sí       | Sí        |                                  |
| 2023 | Love Again                 | Sí       | Sí        |                                  |